# Myrsine parvifolia
Myrsine parvifolia är en viveväxtart som beskrevs av A. Dc. Myrsine parvifolia ingår i släktet Myrsine och familjen viveväxter. Inga underarter finns listade i Catalogue of Life.